# Лотарь Удо I фон Штаде
Лотарь Удо I (нем. Lothar Udo I.) (после 23 июня 994 — 7 ноября 1057) — граф Штаде (под именем Лотарь Удо II) с 1036 года, маркграф Северной марки с 1056 года, единственный сын графа Зигфрида II фон Штаде и Аделы фон Альслебен, дочери графа Геро. Происходил из династии Удоненов.

## Биография

### Правление
После смерти отца Лотарь Удо I стал графом фон Штаде, графом в Ларгау, Штайринггау, Швабенгау и Хохзегау, фогтом Хеслингена и Альслебена.
Он конфликтовал с бременскими архиепископами Адальбрандом и Адальбертом, отстаивая свои графские и фогтские права. В 1052/1053 убил своего дальнего родственника Экберта фон Эльсдорф-Штаде и захватил его владения.
В 1056 году в битве при Гавельберге погиб маркграф Северной марки Вильгельм фон Хальденслебен. Императрица Агнесса де Пуатье, вдова недавно умершего императора Генриха III, которая стала регентшей от имени своего малолетнего сына Генриха IV, отдала Северную марку, а также некоторые владения дома Хальденслебен Лотарю Удо I, что вызвало недовольство графа Оттона фон Хальденслебена, сводного брата Вильгельма. В результате разгорелся серьёзный конфликт, Оттона поддержали многие саксонские князья. Для разбора конфликта в июне 1057 года императрица пригласила Оттона в Мариенбург, но по дороге тот был убит саксонским графом Бруно Брауншвейгским.
В 1057 году Лотарь Удо участвовал в военном походе против лютичей.

### Семья
Жена: с ок. 1025 Адельгейда (ум. 7 декабря после 1057). Точное её происхождение неизвестно, но возможно она была сестрой Куно, графа Рейнфельдена. Дети:
- Лотарь Удо II фон Штаде (ок. 1020/1030 — 4 мая 1082), граф Штаде (Лотарь Удо III) и маркграф Северной марки с 1057 года